# Bánszki György
Bánszki György (1944 –) magyar ejtőernyős sportoló, oktató.

## Életpálya
1959-ben cserélte a labdarúgást ejtőernyőzésre. 1968-ban nevezték ki független oktatónak. Több válogatott sportolót nevelt az ejtőernyőzés számára. 1975-ben az ugrásainak száma 974. Több területi és országos verseny résztvevője. Elvégezte az Országos Testnevelési és Sporthivatal (OTSH) edzőtanfolyamát.

## Sportegyesületei
- Békéscsabai Repülő Klub

## Sportvezető
Békéscsabai Repülő Klub szakosztály vezetője. Fő feladatának tekintette a szakosztály sportolói létszámát növelését, illetve minőségi sportolók oktatásával kiemelkedő eredmények elérését. 1971-ben a Magyar Népköztársasági Kupán (MNK) elődöntőn sportolóival a legtöbb pontot érte el.

## Szakmai sikerek
- eredményes munkásságát megkapta a Magyar Honvédelmi Szövetség (MHSZ) Kiváló Munkáért érdemérmének ezüst fokozatát,
- 1975-ben Békés megye legeredményesebb edzője címet kapta,